# Stadio Mynaj
Lo stadio Mynaj (in ucraino Стадіон Минай?) è uno stadio di calcio, situato nel villaggio di Mynaj, in Ucraina. È stato inaugurato nel 2018 e ha una capacità di 1 312 spettatori.